# Central Labor Union
La Central Labor Union de New York, Brooklyn, y Nueva Jersey fue una de las organizaciones sindicales de trabajadores iniciales que con posterioridad se fragmentaron en varias instituciones locales que en la actualidad son miembros de la Federación Estadounidense del Trabajo y Congreso de Organizaciones Industriales. Esta organización estaba estructurada a nivel estadal y a nivel de distritos y tenía una estructura federativa abierta para los trabajadores y manufactureros. La fundación de la CLU se anticipó en dos décadas a la consolidación de la ciudad de New York (1897) y es conocida como la organización que creó la festividad del American Labour Day (Día Estadounidense del Trabajo). 
- Datos: Q977778